# Ferrovia Pomigliano d'Arco-Acerra
La ferrovia Pomigliano d'Arco-Acerra è una diramazione ferroviaria senza traffico della linea Napoli-Nola-Baiano, parte della ferrovia Circumvesuviana, che collega Pomigliano d'Arco e la sua zona industriale ad Acerra.
Attualmente la linea è chiusa per poco traffico e per mancanza di materiale rotabile. A breve sarà utilizzata come linea prototipale per i nuovi treni che arriveranno nella seconda metà del 2024 e, solo successivamente, riprenderà il normale servizio.

## Storia
Il primo tratto della diramazione fu costruito tra il 1974 e il 1977 (i lavori subirono un ritardo di due anni a causa della presenza di falde e di blocchi di trachite) per servire il complesso industriale Alfa Lancia (allora chiamato "Alfa Sud") di Pomigliano offrendo così ai numerosi lavoratori un mezzo di trasporto rapido ed efficiente. Finanziata dalla Cassa per il Mezzogiorno, la tratta era il primo tronco di un progetto, approvato nel 1970, per collegare Acerra a Napoli.
La tratta fu dotata di due stazioni, chiamate Alfa Sud 2 ed Alfa Sud 4, poste in corrispondenza delle uscite dell'industria ed in seguito rinominate Alfa Lancia 2 ed Alfa Lancia 4. La maggior parte dei treni facevano la spola fra i due capilinea; alla stazione di Pomigliano si trovava la coincidenza per Napoli.
Il 1º febbraio 2005 venne attivato un prolungamento di 2,9 chilometri di lunghezza, fino alla città di Acerra, dove venne costruita una stazione sotterranea.
L'intera linea è a doppio binario e offre un servizio diretto per Napoli Porta Nolana.

## Caratteristiche
| Continuation backward |

| Station on track |

| Unknown route-map component "d" | Unknown route-map component "xSHI3gl" | Unknown route-map component "dSHI3+r" |

| Unknown route-map component "CONTgq" | Unknown route-map component "xdKRZu" | One way rightward |

| Unknown route-map component "extSTRa" |

| Unknown route-map component "extHST" |

| Unknown route-map component "extHST" |

| Unknown route-map component "extKBHFe" |

## Traffico
Il traffico sulla linea è piuttosto debole, nonostante il prolungamento ad Acerra, già servita dai treni che transitano sulla ferrovia Roma-Napoli (via Cassino); un ulteriore problema è rappresentato dalla nuova stazione di Acerra, posta in una zona piuttosto periferica e scomoda da raggiungere per l'utenza. La stazione dopo lavori di manutenzione della tratta è stata riaperta il 12 ottobre 2011, ne è previsto il rilancio e l'aumento delle corse, data la futura chiusura delle stazioni di Acerra e Casalnuovo gestite da RFI, interessate al nuovo tracciato della costruenda linea AC Napoli-Bari.